# 國家鐵道模型協會
國家鐵道模型協會（National Model Railroad Association，NMRA）是全世界最大的鐵道模型非營利性組織，成立於1935年，總部位於美國威斯康辛州密爾瓦基。該組織宗旨在於提供廣大鐵道模型迷更多的服務。

## NMRA規範
建議常用的模組標準 
| 表格編號 | 名稱                      | 修訂時間  |
| MS-1     | 標準軌距                  | 1990年1月 |
| MS-1.1   | 窄軌軌距                  | 1990年1月 |
| MS-1.2   | 伸縮跟高架軌距            | 1990年1月 |
| MRP-1.2A | 伸縮跟高架軌距            | 1990年1月 |
| MS-1.3   | 供電建議標準,每一軌距通用 | 1990年1月 |
| MRP-1.4  | 轉接模組,每一軌距通用     | 1990年1月 |

## 外部連結
- 國家鐵道模型協會官網（页面存档备份，存于）